# Remaufens
Remaufens és un municipi suís del cantó de Friburg, situat al districte de la Veveyse.